# Hiroki Ioka
Hiroki Ioka (井岡 弘樹 Ioka Hiroki?, Osaka, 8 de enero de 1968) es un exboxeador japonés. Conquistó los títulos mundiales de peso mínimo del Consejo Mundial de Boxeo y peso minimosca de la Asociación Mundial de Boxeo.

## Trayectoria
Ioka inició su carrera profesional en 1986. Con un récord de ocho peleas sin derrotas disputó el inédito título del Consejo Mundial de Boxeo en peso mínimo frente a Mai Thomburifarm, obteniendo la victoria por decisión unánime el 18 de octubre de 1987. En su tercera defensa ante Napa Kiatwanchai perdió el cinturón de campeón por nocaut técnico. 
En 1991 obtuvo la oportunidad de disputar el cetro de la Asociación Mundial de Boxeo ante el surcoreano Myung-Woo Yuh, imponiéndose con un triunfo por decisión dividida. Sin embargo, el mismo Yuh le arrebató el título en su tercera defensa el 18 de noviembre de 1992. Ioka trató de lograr títulos en peso mosca y supermosca en la misma organización sin éxito. Tras su retiro se ha desempeñado como promotor y mánager de boxeo.
Su sobrino, Kazuto Ioka, ha ganado seis títulos en boxeo amateur, y actualmente es campeón de peso mínimo de la WBC.